# Cussey-sur-l'Ognon
Pour les articles homonymes, voir Cussey.
Cussey-sur-l'Ognon est une commune française située dans le département du Doubs, la région culturelle et historique de Franche-Comté et la région administrative Bourgogne-Franche-Comté.
Ses habitants sont les Cusseylois.

## Géographie
Le village est situé en rive gauche de l'Ognon qui forme la limite nord de la commune avec le département de la Haute-Saône.

### Transport
La commune est desservie par la ligne 68 du réseau de transport en commun Ginko.

### Climat
Pour des articles plus généraux, voir Climat de la Bourgogne-Franche-Comté et Climat du Doubs.
En 2010, le climat de la commune est de type climat des marges montargnardes, selon une étude du Centre national de la recherche scientifique s'appuyant sur une série de données couvrant la période 1971-2000. En 2020, Météo-France publie une typologie des climats de la France métropolitaine dans laquelle la commune est exposée à un climat semi-continental et est dans une zone de transition entre les régions climatiques « Lorraine, plateau de Langres, Morvan » et « Jura ». 
Pour la période 1971-2000, la température annuelle moyenne est de 10,7 °C, avec une amplitude thermique annuelle de 17,6 °C. Le cumul annuel moyen de précipitations est de 1 034 mm, avec 12,9 jours de précipitations en janvier et 9,4 jours en juillet. Pour la période 1991-2020, la température moyenne annuelle observée sur la station météorologique de Météo-France la plus proche, « Besançon », sur la commune de Besançon à 12 km à vol d'oiseau, est de 11,4 °C et le cumul annuel moyen de précipitations est de 1 157,0 mm. 
La température maximale relevée sur cette station est de 40,3 °C, atteinte le 28 juillet 1921 ; la température minimale est de −20,7 °C, atteinte le 9 janvier 1985,,. 
Les paramètres climatiques de la commune ont été estimés pour le milieu du siècle (2041-2070) selon différents scénarios d'émission de gaz à effet de serre à partir des nouvelles projections climatiques de référence DRIAS-2020. Ils sont consultables sur un site dédié publié par Météo-France en novembre 2022.

## Urbanisme

### Typologie
Au 1er janvier 2024, Cussey-sur-l'Ognon est catégorisée bourg rural, selon la nouvelle grille communale de densité à 7 niveaux définie par l'Insee en 2022.
Elle appartient à l'unité urbaine de Cussey-sur-l'Ognon, une agglomération inter-départementale dont elle est ville-centre,. Par ailleurs la commune fait partie de l'aire d'attraction de Besançon, dont elle est une commune de la couronne,. Cette aire, qui regroupe 310 communes, est catégorisée dans les aires de 200 000 à moins de 700 000 habitants,.

### Occupation des sols
L'occupation des sols de la commune, telle qu'elle ressort de la base de données européenne d’occupation biophysique des sols Corine Land Cover (CLC), est marquée par l'importance des territoires agricoles (53,7 % en 2018), en diminution par rapport à 1990 (57,7 %). La répartition détaillée en 2018 est la suivante : 
forêts (36,8 %), zones agricoles hétérogènes (34,1 %), terres arables (17,7 %), zones urbanisées (9,5 %), prairies (1,9 %). L'évolution de l’occupation des sols de la commune et de ses infrastructures peut être observée sur les différentes représentations cartographiques du territoire : la carte de Cassini (XVIIIe siècle), la carte d'état-major (1820-1866) et les cartes ou photos aériennes de l'IGN pour la période actuelle (1950 à aujourd'hui).

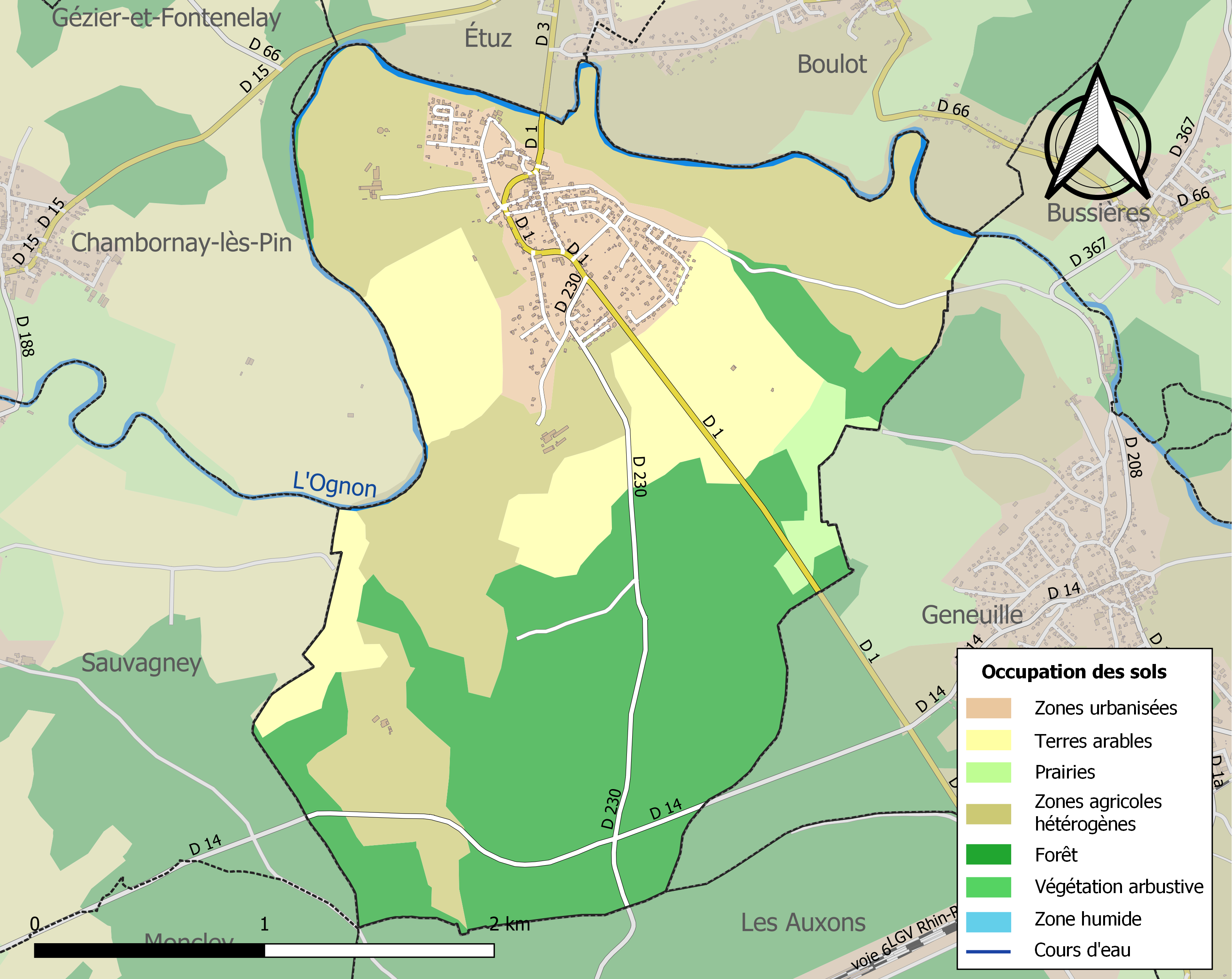
Carte des infrastructures et de l'occupation des sols de la commune en 2018 (CLC).

## Histoire

### Moyen Âge
En 967, le village se nommait "Cussiacus", en 1033 "Cusciacus", puis en 1049 "Villa Cussiacum" et c'est en 1269 qu'il prit le nom de "Cussey", avant de changer pour "Cuisens" en 1275 et prit peu à peu le nom de "Cussey sur l'Ognon" qui est aujourd'hui son nom actuel. L'étymologie de ce nom proviendrait du mot celtique "Cus" qui signifie rocher. Après plusieurs transformations, le nom "Ognon" provenant de la rivière de l'Ognon s'est ajouté.
Cussey-sur-l'Ognon fut aussi une étape sur le pèlerinage de Cantorbéry à Rome, la Via Francigena.

### Époque moderne
La commune comptait environ 57 feux (foyers fiscaux) en 1644.  

### Époque contemporaine

#### Guerre de 1870
Durant la guerre de 1870, deux combat se déroulèrent sur le territoire de Cussey-sur-l'Ognon, les 21 et 23 octobre 1870.

#### XXe et XXIe siècles
Le territoire de la a commune ma une superficie d'environ 755 hectares, comprenant 270 hectares de forêt. La commune partage avec Étuz, un proche village (bien qu'il ne se situe pas dans le même département) l'église, le cimetière, ainsi que les terrains de sport.
En 1996 on recensait plus de 600 habitants dans la commune. La population en 2007 atteint presque les 900 habitants.

## Politique et administration
| Période                                  | Période                   | Identité                                                 | Étiquette | Qualité |
| ---------------------------------------- | ------------------------- | -------------------------------------------------------- | --------- | ------- |
| 2004                                     | avril 2018                | Jacques Giraud                                           | UMP-LR    | Employé |
| mai 2018                                 | En cours (au 25 mai 2020) | Jean-François Ménestrier, Réélu pour le mandat 2020-2026 |           |         |
| Les données manquantes sont à compléter. |                           |                                                          |           |         |

Appartenant précédemment à la communauté de communes Dame Blanche et Bussière, la commune a rejoint Grand Besançon Métropole le 1er janvier 2017.

## Population et société

### Démographie
L'évolution du nombre d'habitants est connue à travers les recensements de la population effectués dans la commune depuis 1793. Pour les communes de moins de 10 000 habitants, une enquête de recensement portant sur toute la population est réalisée tous les cinq ans, les populations de référence des années intermédiaires étant quant à elles estimées par interpolation ou extrapolation. Pour la commune, le premier recensement exhaustif entrant dans le cadre du nouveau dispositif a été réalisé en 2005.

En 2022, la commune comptait 1 049 habitants, en évolution de +1,94 % par rapport à 2016 (Doubs : +1,88 %, France hors Mayotte : +2,11 %).
| 1793 | 1800 | 1806 | 1821 | 1831 | 1836 | 1841 | 1846 | 1851 |
| ---- | ---- | ---- | ---- | ---- | ---- | ---- | ---- | ---- |
| 381  | 375  | 373  | 375  | 370  | 374  | 394  | 370  | 355  |

| 1856 | 1861 | 1866 | 1872 | 1876 | 1881 | 1886 | 1891 | 1896 |
| ---- | ---- | ---- | ---- | ---- | ---- | ---- | ---- | ---- |
| 326  | 309  | 337  | 330  | 283  | 247  | 230  | 258  | 238  |

| 1901 | 1906 | 1911 | 1921 | 1926 | 1931 | 1936 | 1946 | 1954 |
| ---- | ---- | ---- | ---- | ---- | ---- | ---- | ---- | ---- |
| 230  | 229  | 224  | 234  | 206  | 216  | 187  | 165  | 231  |

| 1962 | 1968 | 1975 | 1982 | 1990 | 1999 | 2005 | 2006 | 2010 |
| ---- | ---- | ---- | ---- | ---- | ---- | ---- | ---- | ---- |
| 239  | 197  | 324  | 478  | 570  | 621  | 790  | 814  | 946  |

| 2015  | 2020  | 2022  | - | - | - | - | - | - |
| ----- | ----- | ----- | - | - | - | - | - | - |
| 1 014 | 1 044 | 1 049 | - | - | - | - | - | - |

### Médias et numérique
Le quotidien régional L'Est républicain relate les actualités de la commune dans son édition locale de Besançon. La chaîne de télévision France 3 Franche-Comté et la station de radio France Bleu Besançon relaient les informations locales.

### Cultes
La commune dispose d'un seul lieu de culte de confession catholique, l'église Sant-André. Au sein du diocèse de Besançon, le doyenné de Banlieue - Val de l'Ognon regroupe six paroisses dont celle des Rives de l'Ognon à laquelle appartient Cussey-sur-l'Ognon. Pour les autres confessions, les lieux de cultes les plus proches (mosquées, synagogue, temple) sont tous situés à Besançon.

## Lieux et monuments
- L'église Saint-André.
- La chapelle Saint-Waast.
- Le lavoir (ancienne mairie).
- Le pont et le barrage sur l'Ognon.
- Bibliothèque municipale.
- Salle de convivialité (possibilité de location).

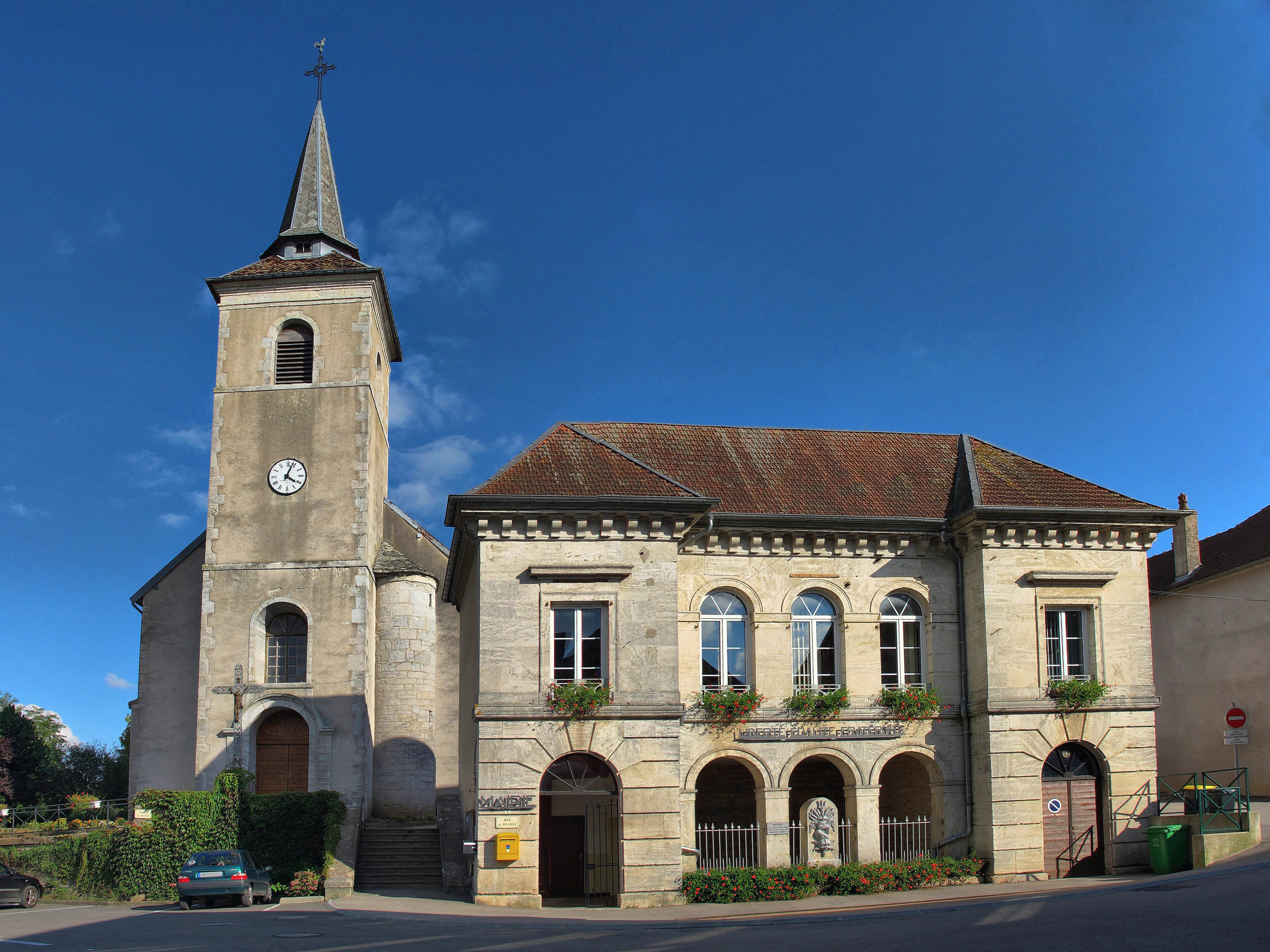
L'église, l'ancienne mairie et le lavoir.
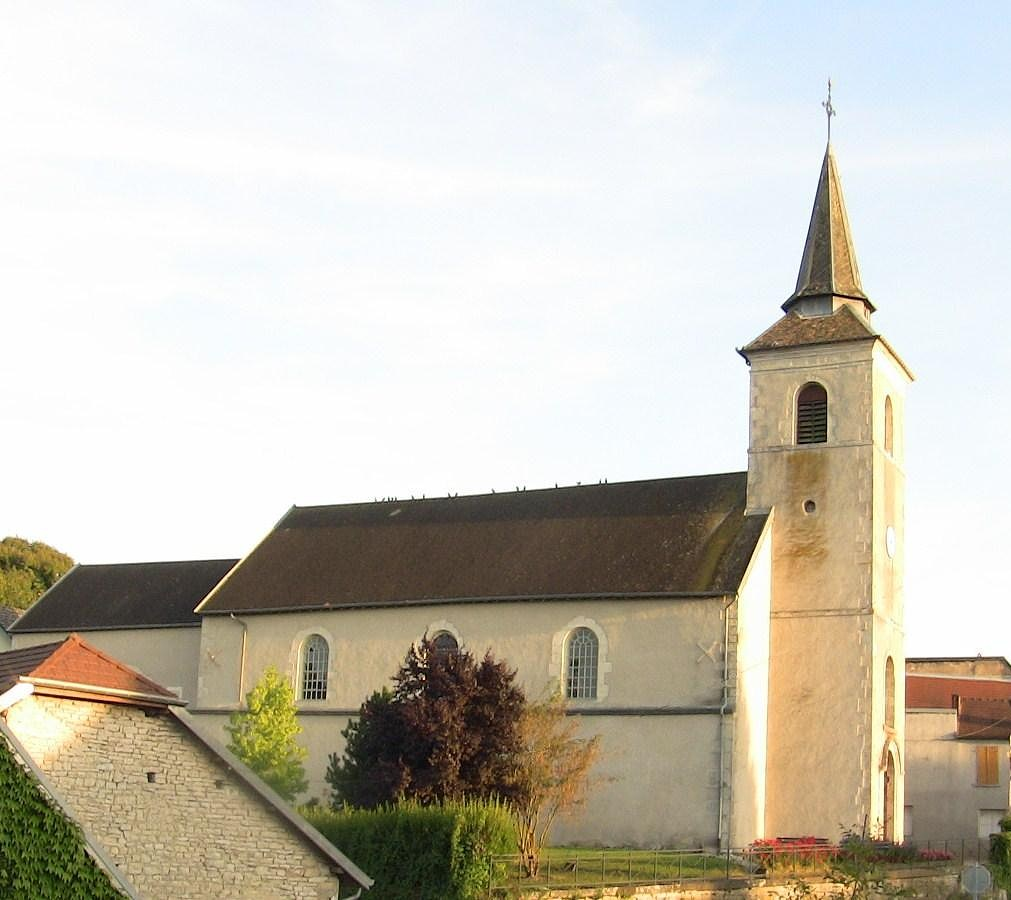
L'église.
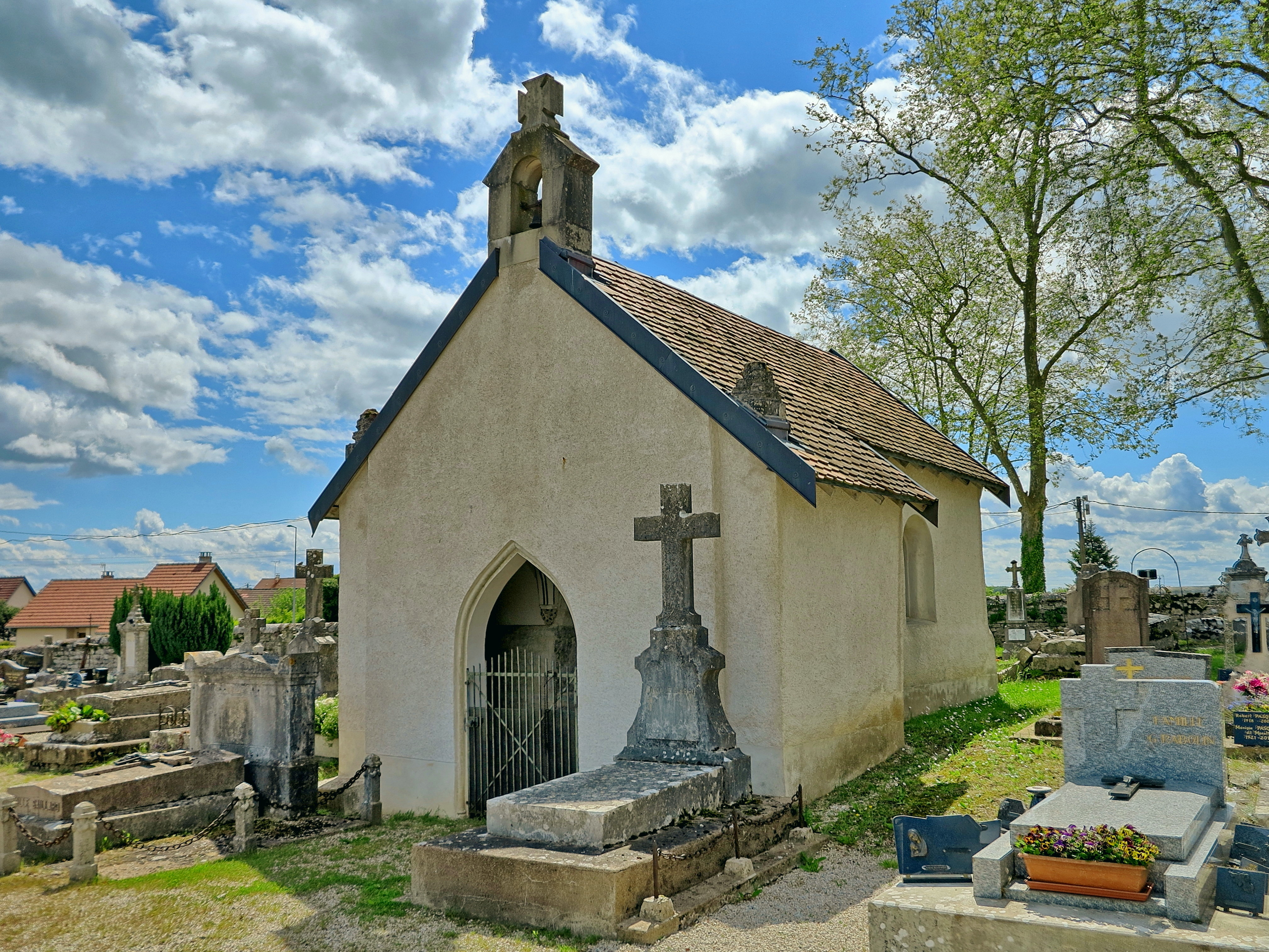
La chapelle Saint-Waast.
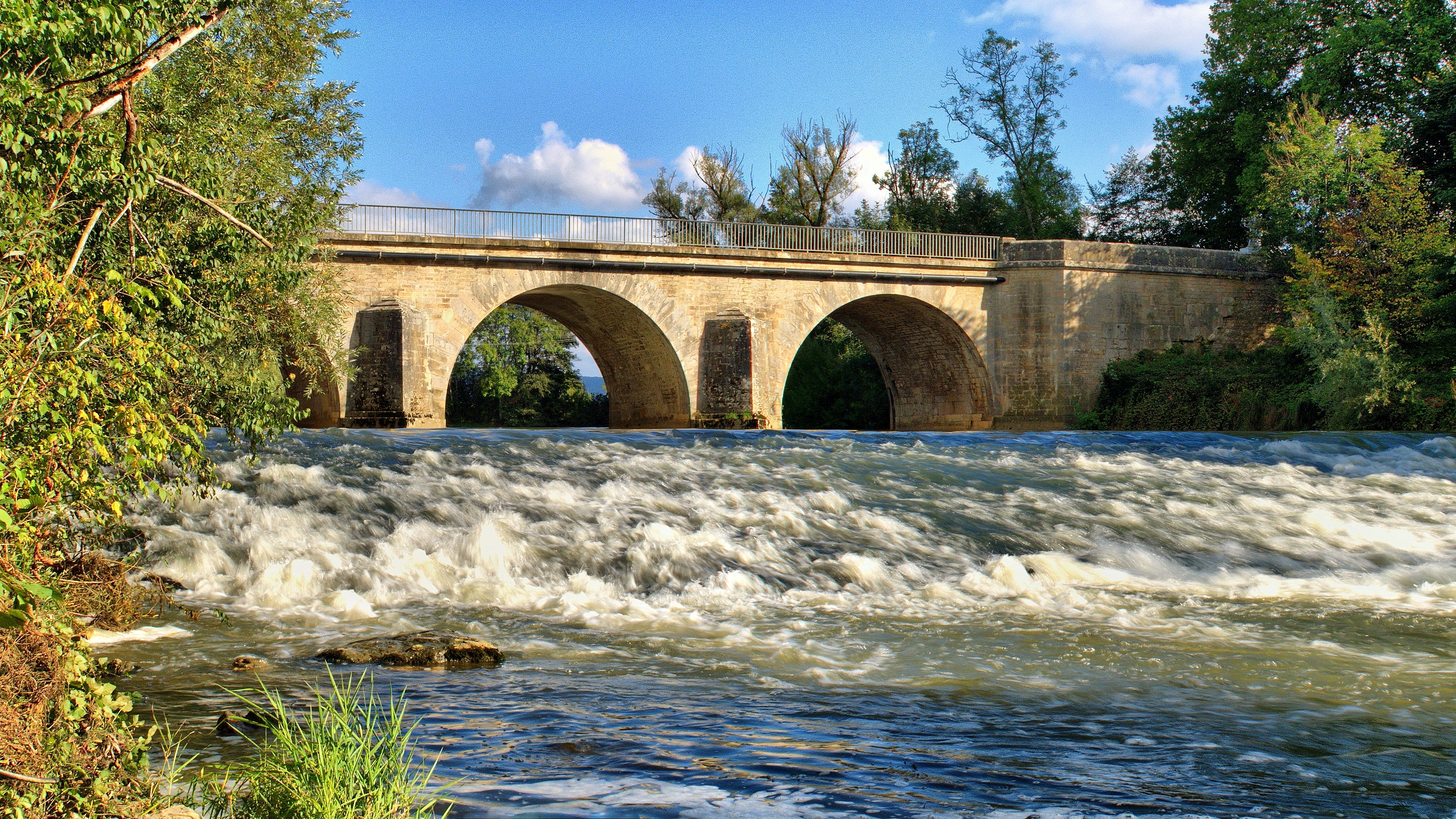
Le pont sur l'Ognon.
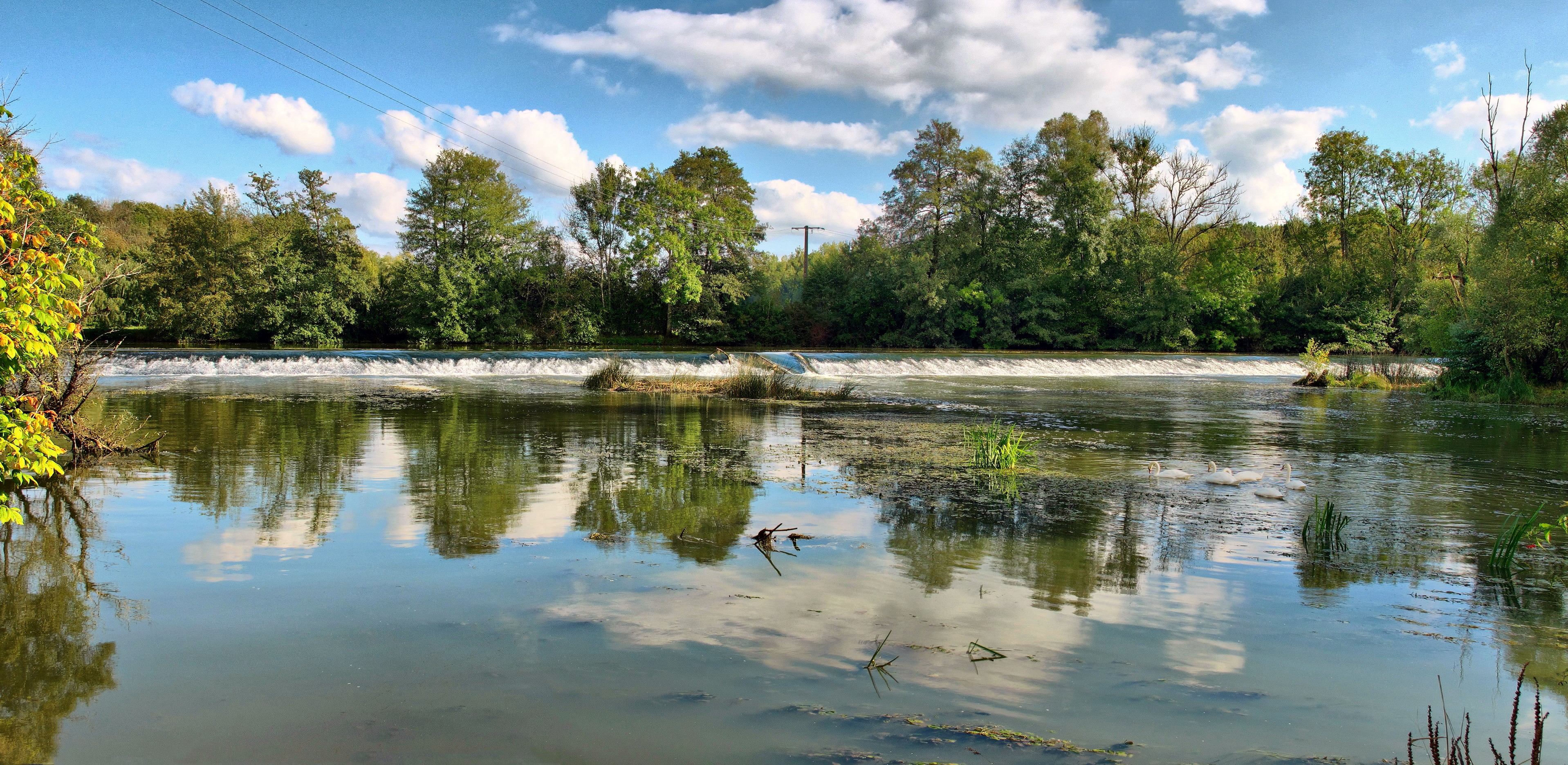
Le barrage sur l'Ognon.

## Enseignement
- École maternelle.
- École élémentaire.

## Commerces
La ville possède une douzaine de commerces et services différents : épicerie, pizzeria, auberge restaurant, pharmacie, cabinet médical, kiné, etc.

## Autres
- La commune fait des efforts concernant la collecte des déchets et la propreté des rues.[réf. nécessaire]